# パントテン酸キナーゼ
パントテン酸キナーゼ（Pantothenate kinase、EC 2.7.1.33）は、補酵素Aの合成に関係する酵素の一つである。パントテン酸のリン酸化反応を触媒して、4'-ホスホパントテン酸が合成される。
パントテン酸キナーゼ合成に関する酵素はPANKと呼ばれ、4つ確認されている。このうち、PANK2の変異により、進行性の神経変性疾患であるパントテン酸キナーゼ関連神経変性症（旧:ハラーフォルデン・スパッツ症候群）が起きる。